# アーサー・フィリップ
アーサー・フィリップ（Arthur Phillip、1738年 - 1814年8月31日）は、イギリス海軍の軍人および植民地の行政官である。彼はオーストラリアにおけるヨーロッパの植民地初の提督である。

## 幼少期・軍人期
アーサー・フィリップは1738年にドイツ人の教師ジェイコブ・アーサーと、イギリス人女性の間の子としてロンドンで生まれた。母エリザベスはイギリス海軍の軍人と結婚しており、夫の死後ジェイコブと再婚した。アーサーは、グリニッジ病院の学校で学び、13歳のときに商船員として弟子入りした。
彼は15歳のときにイギリス海軍に入隊し、七年戦争中のミノルカ島の海戦に参加した。1762年に中尉に任命されたが、1763年に七年戦争が終わったときに現役を解かれ、半給状態となった。この時期に結婚し、ハンプシャーに牧場を買った。
1774年に彼はスペインに対する戦争に参加するため、ポルトガル海軍に入隊した。1778年に本国イギリスが戦争に反対したため、彼はイギリスに戻った。そして1779年に初めての自分の艦バシリスクを指揮することになった。1781年にユーロパの指揮をとることになったが、1784年には再び半給に戻ってしまった。

## ニューサウスウェールズ総督期
1786年10月、彼はイギリス海軍の船シリウスの船長に任命され、同時にオーストラリア東海岸のイギリスの流刑植民地であるニューサウスウェールズ総督に任命された。この任命は内務大臣トマス・タウンゼンド (初代シドニー子爵)によるものだが、大蔵省高官ジョージ・ローズの推挙があったとされる。彼はアーサーの牧場の近所に住んでいたため、アーサーが有能な男である事をよく知っていた。アーサーは48歳だった。
778人いた囚人の多くがロンドンのスラムの窃盗犯だった。囚人の統制を担当する船員は一般から募集した。オーストラリアまでの長く危険な航海の船員を集めるのは簡単ではなかった。農業や建設、手工業の経験がある者が船員に含まれるべきという彼の意見は却下された。植民地の情報はジェームズ・クックの報告書以外になく、必要なものはすべてイギリスから運ばなければならなかった。彼は海軍の水兵と植民地を運営する役人と共に船に乗り込んだ。
船団はファースト・フリートと呼ばれ、11隻で構成した。1787年5月13日にポーツマス港を出港し、8カ月後の1788年1月18日先頭の船がボタニー湾に到着した。ボタニー湾は王立学会会長ジョセフ・バンクスが入植地として推薦した場所だったが、フィリップは安全な停泊所がないこの土地は入植に適さないと判断した。数日間の探検の後、彼はポート・ジャクソン湾に入ることに決め、1月26日には水兵と役人が湾内のシドニー・コーブに上陸した。
準備した物資は限られ、食料の生産は急を要したがシドニー・コーブの土地はやせており、慣れないテント生活と相まって混乱していた。囚人の多くはロンドン出身で、農業の経験がなかったことが混乱に拍車をかけた。囚人たちは農作業には反抗的で、農地の整備は進まなかったった。そのため植民地は最小限の食料配給を長期間続けなければならなかった。船員たちの士気は低く、囚人の統制には無気力だった。そのためアーサーは、囚人の中から監視員を選び他の囚人を監督させなければならなかった。これは1811年にマッコーリー総督による改革で実現した囚人解放の伏線となった。
アーサーはイギリスを出発する前に「植民地には奴隷制は存在せず、従って奴隷は存在しない」と語っていた。しかし、彼は軍人として統制を重んじており、囚人の鞭打ちや絞首刑は容認していた。食糧の窃盗をした者は絞首刑に処された。
植民地の労働力として囚人たちの協力は必要不可欠だった。このため、彼らの権利を尊重することが求められた。航海中、二人の囚人が荷物を盗まれたとして船長を訴えようとした。当時イギリスの囚人には訴訟を起こす権利はなかったが、彼は訴訟を起こす権利を認めただけでなく、二人の囚人を支持し、訴えられた船長に補償を命じた。
食料不足の結果として壊血病が流行し、1788年10月にアーサーは物資を取り寄せるためにケープタウンへ船を派遣しなければならなくなった。この船団の司令官は、後に彼の後継として総督になるジョン・ハンターであった。
彼は先住民アボリジニのエオラ族(シドニー土着)とも対応しなければならなかった。彼は入植者に対してエオラ族を公正に扱わなくてはならないと命じ、彼らを殺した者は絞首刑にするとした。彼はベネロングというエオラ族の男に家を与え、通訳となるよう教育した。そして後に彼をイギリスに連れて行った。ベネロング・ポイントという地名がシドニーに残る。
アーサーはマンリービーチでエオラ族の男達と遭遇した時、誤解により背中をやりで突かれたが、使用人に口外しないように言った。入植者がエオラ族を不当に扱っている中で、彼は信頼していた。しかし、すぐに天然痘などのヨーロッパ人に持ち込まれた病気によってエオラ族の人口は急激に減少した。
彼は流刑植民地の運営は困難との認識を持っていた。彼が直面していた一番の問題は土地の支給を求める役人や士官たちに関してであった。彼らは食糧生産よりも土地を得ることに熱心になっていた。植民地の不動産投機は潜在的に高収益だった。

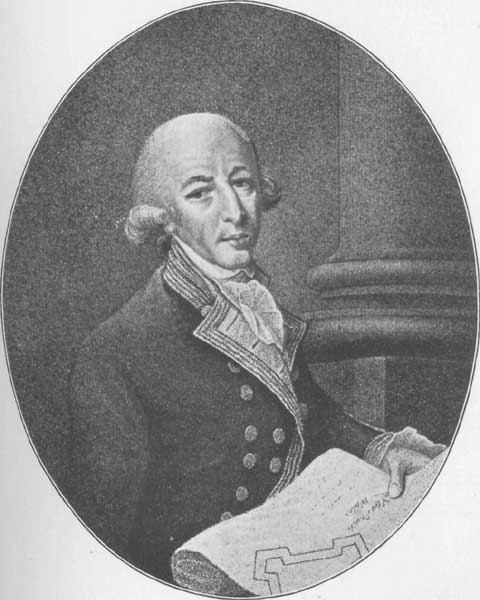
アーサー・フィリップ

## 植民地の安定
シドニーの西20km程の所に農地に適した肥沃な土地(パラマタ)を発見し、1790年までに状況は安定した。彼は囚人ジェームズ・ルースにパラマタの農場を与え、食料を生産するように命じた。約1400人の住民の多くは家を持ち、食物を自給できるようになった。1790年6月にイギリスから第2陣の船団が到着した。しかし、この船団には100人以上の囚人が乗っていたが、彼らのうちのほとんどが病弱で働くことができなかった。そしてイギリス船Siriusは1790年3月に難破しており必要な物資が失われていた。その中で彼は人口の密集を解消するため、後に激しい虐待の地として悪名高くなるノーフォーク島に入植地を建設した。
1790年12月までに彼はイギリスに戻ることになっていた。しかし、植民地は政府に忘れられており何の指示も受けなかったため彼はそのまま植民地に残った。1791年に彼は政府から2つの囚人の船団とそれに加えて必要な物資が毎年送られるとの報告を受けた。しかし、その年の7月に2000人の囚人を乗せた第3陣の船団が到着しようとしていたとき、食糧は再び底をつき彼はカルカッタに船を派遣しなければならなくなった。
シドニーは木造の小屋やテントしかない集落だったが、1792年までに植民地は落ち着き始めた。捕鯨業が普及し、貿易船がシドニーを訪れ、刑期を満了した囚人は農業に従事するようになった。ジョン・マッカーサーと他の役人たちは羊を輸入し、羊毛の生産を開始した。植民地にはまだ農民や職人、商人が少なく、また囚人たちは自分たちの食糧を生産するだけに限られていた。

1792年の終わり、彼は食糧の不足から体調を崩しついにイギリスに戻る指示を受けた。そして1792年12月11日、彼はEora族のベネロングと数多くの動植物の標本とともにAtlantic号で帰国の途についた。彼の帰国時、ニューサウスウェールズにおけるヨーロッパ人は4,221人でそのうち3,099人が囚人であった。植民地開発の初期は苦闘と困難に直面していたが、最も厳しい時期は過ぎ、ニューサウスウェールズにおいて更なる飢餓は発生しなかった。彼は1793年5月にロンドンに到着し、辞表を提出、そして年間500ポンドの年金の支給を受けた。

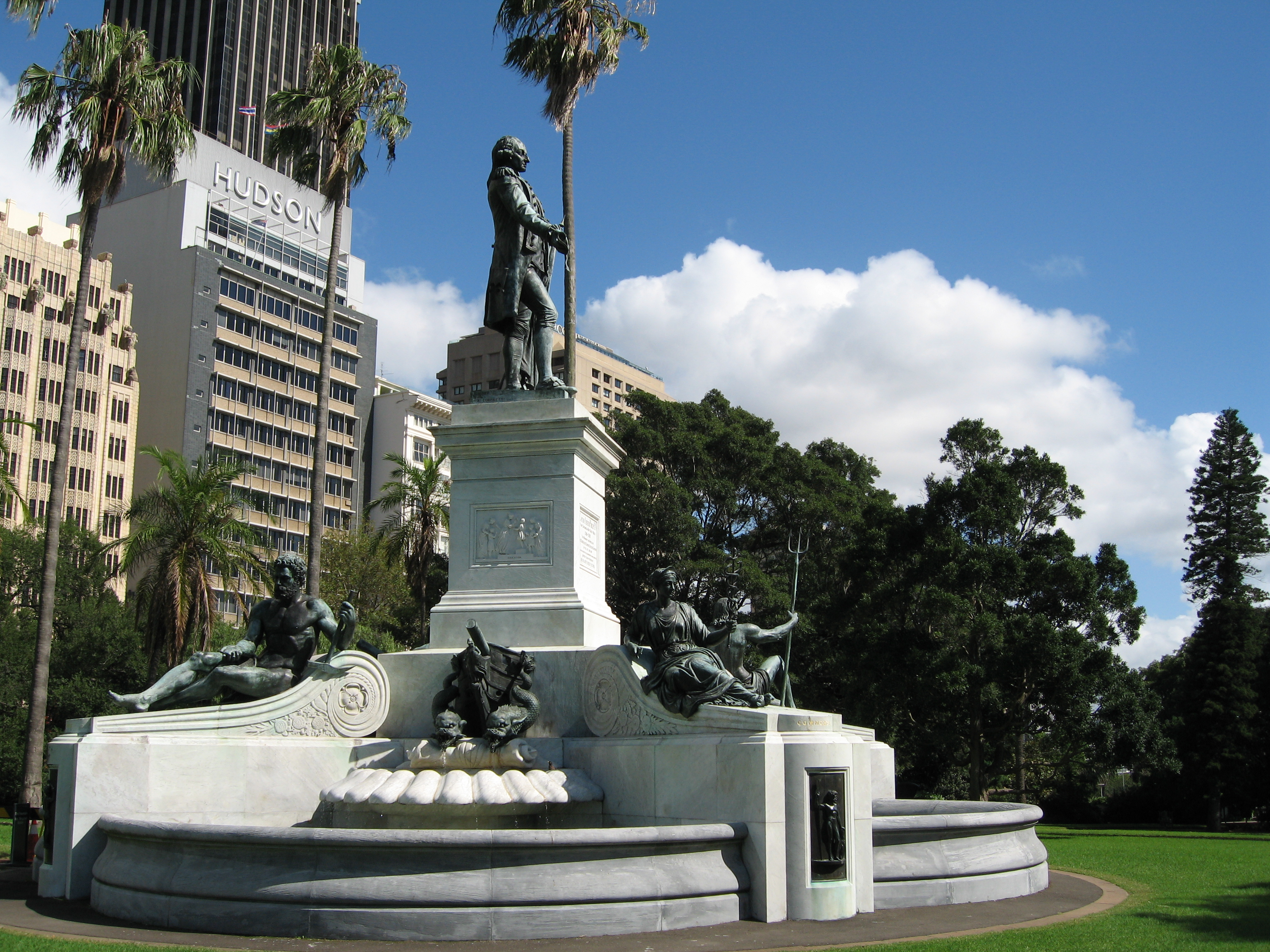
アーサー・フィリップ像(シドニー王立植物園)

## 晩年
妻マーガレットは1792年に死亡しており、彼は1792年にIsabella Whiteheadと再婚した。少しの間バースで生活した。彼の健康は徐々に回復し、1796年、対仏戦争で責任のある立場に立ち、部隊の指揮をするため海軍に復帰した。1799年1月には海軍少将になった。1805年、彼が67歳の時に海軍大将として海軍を引退。そして、晩年のほとんどをバースで生活した。彼はニューサウスウェールズの友人と連絡を取り続け、植民地の行政の手助けをし続けた。1814年8月31日、バースにて75歳で死去。
Bathamptonの聖ニコラス教会に埋葬された、だが墓は長年所在がわからなくなり、1897年に発見された。そしてニューサウスウェールズ州総督のHenry Parkesによって修復された。1937年、バースのBath Abbey教会の彼の記念碑が除幕された。他の記念碑はロンドンのMildred's教会にあったが、1940年のドイツ軍の空爆によって破壊された。しかし主要な部分は1968年にセント・ポール大聖堂の近くに立て直された。シドニー王立植物園には彼の記念像が設置され、ナショナル・ポートレート・ギャラリーには肖像画が展示されている。オーストラリアでは彼を記念してポートフィリップ湾やフィリップ島の他多くの通りや公園、学校に彼の名がつけられている。また、現在のオーストラリア・ドル導入以前に流通していた10オーストラリア・ポンド紙幣に肖像が使用されていた。
Alan Serleが彼についてオーストラリア人物事典に記述した文は以下のようである。"しっかりとした精神を持ち、謙虚で自己中心的な行動はしなかった。入植地がどうなるか予測するのに十分な想像力とそのときに何が可能で適切なものかを認識する常識を持っていた。ほとんどの人が不満を述べていたときに彼は決して不満を口にせず、ほとんどの人が災害を恐れていたときに彼は希望をもって自分の仕事を続けることができた。彼は流刑植民地を建設するために派遣され、広大な自治領の基礎を築いた。"

## 関連文献
- Phillip of Australia,M. Barnard Eldershaw著,1938年